# 刘定国 (梁王)
刘定国（？—前46年），汉朝宗室，西汉第九代梁王。其高祖父梁孝王刘武是汉文帝刘恒的次子，参与平定七国之乱。前86年，其父刘毋伤死后，刘定国袭位梁王，在位四十年。前46年，刘定国去世，谥号敬，他的儿子王刘遂嗣位。

## 兒子
- 梁夷王刘遂
- 貰鄉侯劉平（－前35年）
- 樂侯劉義
- 中鄉侯劉延年（－8年）
- 鄭頃侯劉罷軍
- 黃節侯劉順
- 平樂節侯劉遷
- 菑鄉釐侯劉就，三國魏數學家劉徽的先祖
- 東鄉節侯劉方
- 陵鄉侯劉訢
- 溧陽侯劉欽
- 釐鄉侯劉固
- 高柴節侯劉發
- 臨都節侯劉未央
- 高質侯劉舜

## 墓葬
汉梁王墓群中国西汉梁国王室陵墓，位于河南省永城市芒山镇芒碭山系。共安葬梁孝王刘武、梁共王刘买、梁平王刘襄、梁顷王刘毋伤、梁敬王刘定国、梁夷王刘遂、梁荒王刘嘉等梁王。
| 前任： 刘毋伤 | 西汉梁王 前86年—前46年 | 繼任： 刘遂 |